# Новинки-Бегичево
Новинки-Бегичево — деревня в Серпуховском районе Московской области. Входит в состав Данковского сельского поселения (до 29 ноября 2006 года входила в состав Арнеевского сельского округа).

## Население
| 2002 | 2006 | 2010 |
| ---- | ---- | ---- |
| 48   | ↘38  | ↗59  |

## География
Новинки-Бегичево расположено примерно в 17 км (по шоссе) на северо-восток от Серпухова, на реке Речма (левый приток Оки), высота центра деревни над уровнем моря — 173 м.

## Современное состояние
На 2016 год в деревне зарегистрировано 3 улицы, 2 проезда и
2 садовых товарищества. Новинки-Бегичево связано автобусным сообщением с райцентром и соседними населёнными пунктами. На востоке деревни находится аэродром «Новинки» с асфальтовой ВПП, ангарами, гостиницей.
Каменная Казанская церковь, типа «восьмерик на четверике», с шатровой колокольней, построена в селе в 1748 году, закрыта в 1930-х годах, возвращена верующим в 2001 году, памятник архитектуры.